# Tina Arena
Filippina Lydia "Tina" Arena (Melbourne, Vitória, 1 de novembro de 1967) é uma cantora e atriz australiana de ascendência italiana.

## Discografia
- 1990 - Strong as Steel
- 1994 - Don't Ask
- 1997 - In Deep
- 2000 - Souvenirs
- 2001 - Just Me
- 2003 - Vous êtes toujours là
- 2004 - Greatest Hits 1994-2004
- 2005 - Greatest Hits Live
- 2005 - Un autre univers
- 2007 - Songs of Love & Loss
- 2008 - 7 vies
- 2008 - Songs of Love & Loss 2
- 2009 - The Best & le meilleur